# Xizhi
Xizhi, auch Hsichih oder Sijhih (chinesisch 汐止區, Pinyin Xīzhǐ Qū, Tongyong Pinyin Sijhǐh Cyu, W.-G. Hsi-chih Chü), ist ein Bezirk der Stadt Neu-Taipeh im Norden Taiwans mit etwa 190.000 Einwohnern. Bis zur Gründung von Neu-Taipeh im Dezember 2010 war Xizhi eine eigenständige Stadt im Landkreis Taipeh.

## Lage
Xizhi liegt am Keelung-Fluss zwischen der Hauptstadt Taipeh im Westen und der Stadt Keelung im Osten. Nachbarbezirke in Neu-Taipeh sind Shiding im Süden, Pingxi im Südosten und Wanli im Nordwesten. Das entlang des von Ost nach West fließenden Keelung-Flusses gelegene Zentrum Xizhis ist dicht bebaut, während der Bezirk im Norden und Süden zu einem großen Teil aus bewaldeten Hügeln besteht, die im Nordwesten in das Yangmingshan-Gebirge hinein reichen.
Durch das Tal des Keelung-Flusses führen die wichtigsten Verkehrsadern zwischen Taipeh und Keelung. Xizhi liegt an den Autobahnen 1 und 3 und an der Hauptstrecke der taiwanischen Eisenbahn, die jeweils von Keelung über Taipeh zu den Metropolen Westtaiwans führen. Eine Anbindung an das Metro-Netz Taipehs ist geplant.

## Geschichte
Das Tal des Keelung-Flusses war ursprünglich vom indigenen Volk der Ketagalan bewohnt. Mitte des 18. Jahrhunderts erreichten chinesische Siedler die Region. Sie nannten den Ort, der ein bedeutender Fährhafen wurde, Shui Fan Jiao (水返腳, sinngemäß „Das Ansteigen der Flut endet hier“), da der Einfluss der Gezeiten bis zu diesem Punkt reichte. Während der japanischen Herrschaft über Taiwan wurde der Ort 1920 in Xizhi (japanisch しおとめ, Shiotome, „Ende der Tiden“) umbenannt. Nach 1945 unter der Republik China wuchs die Einwohnerzahl Xizhis aufgrund der Nachbarschaft zur Hauptstadt Taipeh stark an, 1999 erhielt die Gemeinde den offiziellen Status einer Großstadt (市, Shì). Am 25. Dezember 2010 verlor die Stadt ihre Eigenständigkeit und wurde Teil der aus dem Landkreis Taipeh hervorgegangenen Millionenstadt Neu-Taipeh.

## Söhne und Töchter der Stadt
- Huang Kuo-chang (* 1973), Wissenschaftler, Politiker und Vorsitzender der New Power Party
- Pete Chen (* 1988), Pokerspieler